# ایلوکوس شمالی

ایلوکوس شمالی در نقشه فیلیپین.

ایلوکوس شمالی یا ایلوکوس نورته (Ilocos Norte) یکی از استان‌های فیلیپین است. این استان در شمال این کشور قرار گرفته است و بخشی از جزیره لوزون به شمار می‌رود.
مرکز این استان شهر لائواگ سیتی است. جمعیت آن بیش از پانصد و چهارده هزار نفر است. مساحت این استان بیش از سه هزار و سیصد کیلومتر مربع است .

## نگارخانه

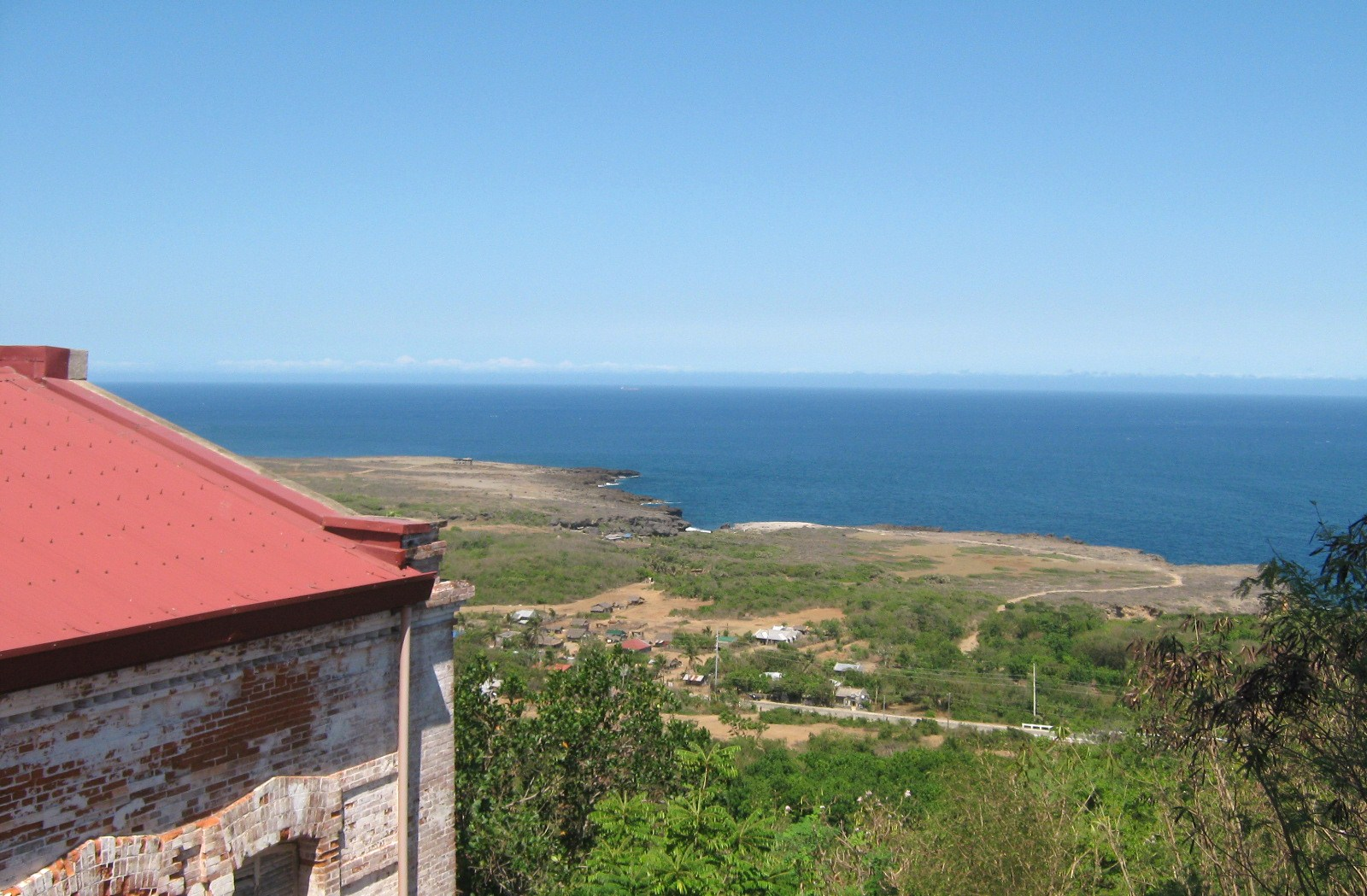
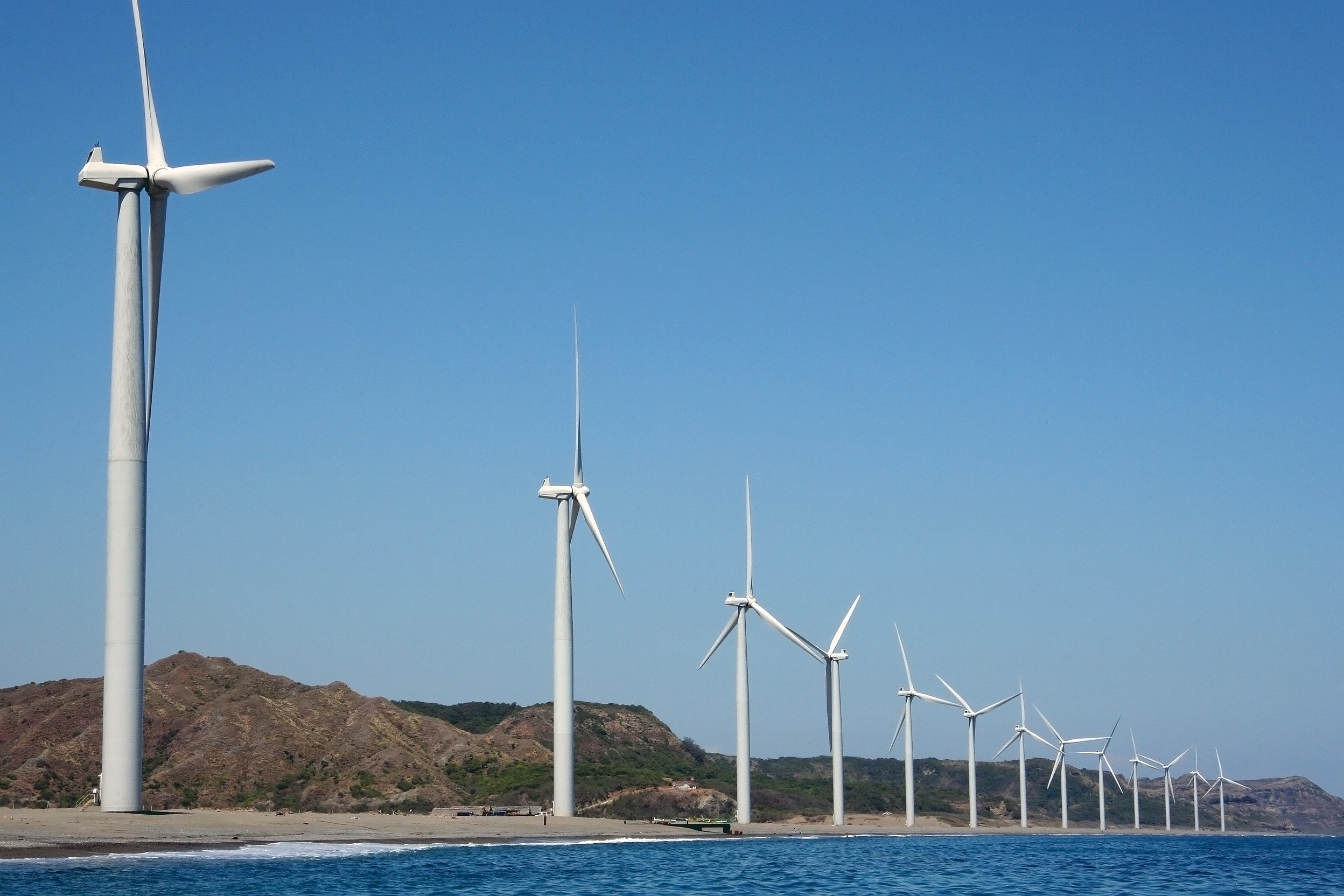
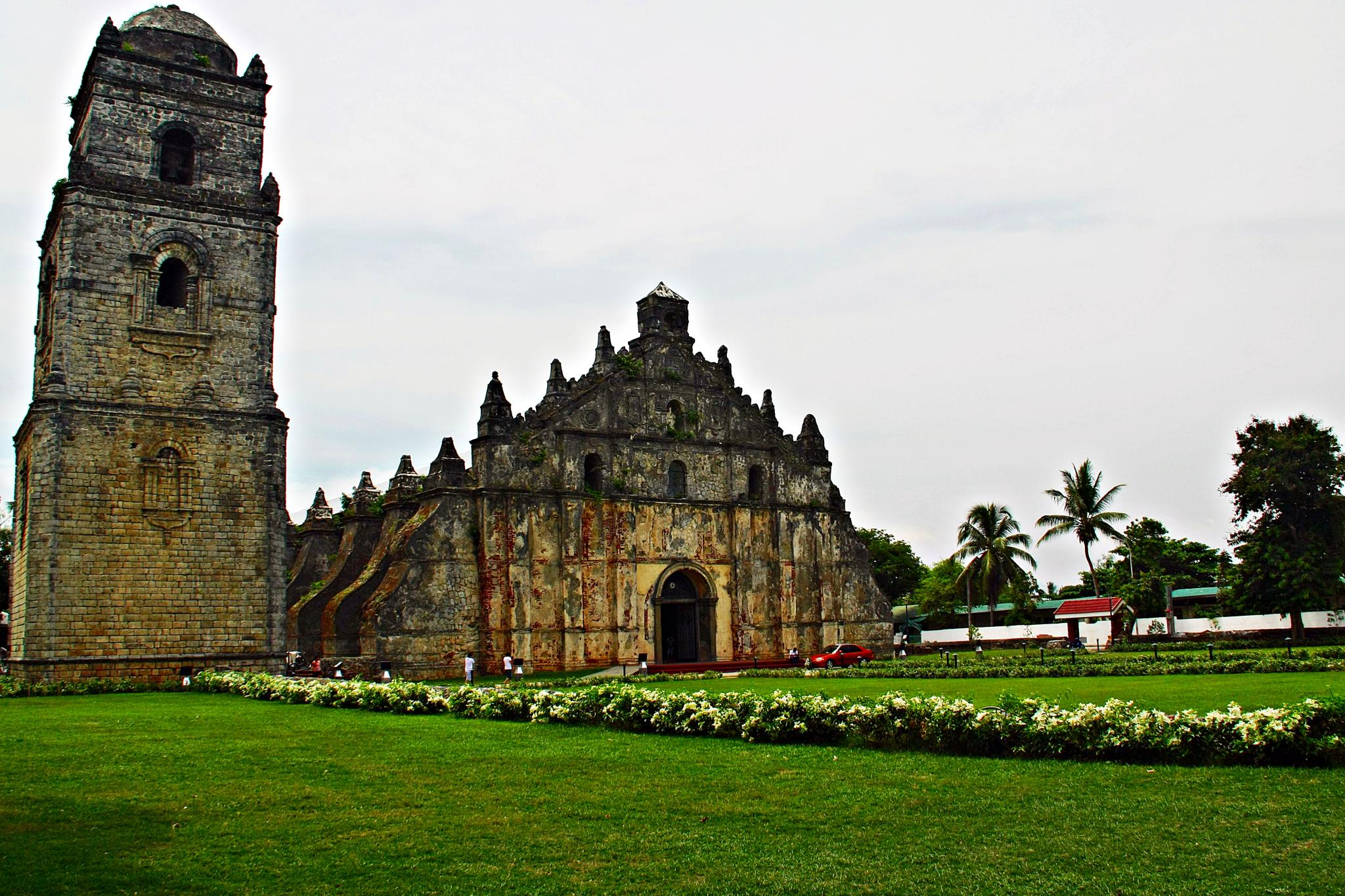